# Soca
Pour les articles ayant des titres homophones, voir Soča, Socca et Sōka.
Sous-genres
Power soca, groovy soca, chutney soca, rapso
La soca est un genre musical caribéen ayant émergé du carnaval à Trinité-et-Tobago dans les années 1970.

## Caractéristiques
La soca est d'abord interprété comme la contraction de « so » (calypso) et « kah », première lettre de l'alphabet indien, puis comme la contraction de « soul-calypso ». L'accompagnement rythmique en est très proche, la différence se situant surtout dans la ligne de basse, plus mélodique. Il existe des soca up tempo, appelées power soca, et des soca lentes, appelées groovy soca.

## Diffusion
La soca se répand dans toutes les Caraïbes, les Petites Antilles, notamment les îles anglophones ainsi qu'en Guyana, mais également aux Antilles françaises. Dans plusieurs de ces pays, des concours de meilleurs morceaux ou groupes de soca sont organisés pour le Carnaval. Les artistes offrent un spectacle théâtral sur scène pour éblouir les foules. 
Elle connaît un succès mondial, et se fait connaître en France dans les années 1990 avec Soca Dance.

## Genres associés
La soca se diffuse beaucoup dans les îles anglophones des Caraïbes, particulièrement dans les Petites Antilles, ainsi qu'en Guyana. Dans plusieurs de ces pays, des concours de meilleurs morceaux ou groupes de soca sont organisés pour le Carnaval. Les artistes offrent un spectacle théâtral sur scène pour éblouir les foules. Il existe une multitude de courant dans la soca : le jump-up, le ragga soca, la chutney soca, le crop over, la soca-chill, le rapso (influencé par le hip-hop). Les influences de la soca peuvent être trouvées dans d'autres genres musicaux comme le reggaeton.

## Impacts du créole français
La principale source de la soca est le calypso, développé à Trinité aux XVIIIe et XIXe siècles à partir de la musique kaiso et canboulay d'Afrique de l'Ouest, apportée par les Africains réduits en esclavage et les immigrants des Antilles françaises à Trinité pour travailler dans les plantations de sucre après la Cédula de Population de 1783.
Le cadence-lypso est une fusion de la cadence rampa d'Haïti et du calypso de Trinité-et-Tobago, qui s'est également répandue dans d'autres pays anglophones des Caraïbes. Créé dans les années 1970 par le groupe dominicain Exile One sur l'île de la Guadeloupe, il s'est répandu et est devenu populaire dans les clubs de danse du monde créole et de l'Afrique, ainsi que dans les Antilles françaises,,.

## Artistes
Ils comprennent notamment : Beenie Man, Machel Montano, Fay-Ann, et Destra Garcia.